# ƾ
Cette page contient des caractères spéciaux ou non latins. S’ils s’affichent mal (▯, ?, etc.), consultez la page d’aide Unicode.
La lettre ƾ (minuscule sans forme majuscule), appelée t et s ligaturé ou erronément coup de glotte barré culbuté, est un symbole phonétique qui était utilisé dans l’alphabet phonétique international. Il ne faut pas la confondre avec la ligature ts ‹ ʦ ›.

## Utilisation
Dans l’alphabet phonétique international, t et s fusionné ‹ ƾ › a été utilisé pour représenter une consonne affriquée alvéolaire sourde. Ce symbole, peu utilisé, est retiré de l’API en 1976 en faveur du digramme ‹ ts ›.

## Représentation informatique
Cette lettre possède la représentation Unicode (Latin étendu B) suivante :
| formes    | représentations | chaînes de caractères | points de code | descriptions                               |
| --------- | --------------- | --------------------- | -------------- | ------------------------------------------ |
| minuscule | ƾ               | ƾ                     | U+01BE         | lettre latine coup de glotte inversé barré |